# حسين أبو الفتح
حسين أبو الفتح (? - وفاة 1995)، هو صحفي مصري. هو أحد ملاك جريدة «المصري»، ونقيب الصحافيين الأسبق. حاصل على وسام الجمهورية عام 1976م. وهو شقيق الصحفي محمود أبو الفتح.
بدأ العمل الصحافي في الأربعينيات من القرن العشرين، وترأس مجلس إدارة جريدة «المصري» ورئاسة تحريرها حتى إغلاقها، كما أُنتخب نقيبا للصحافيين عامي 1951م - 1952م، وظل نقيبا حتى حل النقابة  عام 1954م، وعاش مغتربا منذ منتصف الخمسينيات من القرن العشرين وحتى قبيل وفاته بقليل.

## عائلة أبو الفتح
- الأب: الشيخ "أحمد أبو الفتح"، أستاذ الشريعة الإسلامية بكلية الحقوق جامعة فؤاد الأول.[6][7][8]
- الأبناء: اربعة أشقاء، رفضوا العمل فى مجال القضاء «الواقف والجالس»، واتجهوا للعمل بالصحافة. وهم:
  - محمود أبو الفتح (وُلد عام 1893م - توفى فى جينيف، فى 15أغسطس 1958م، عن عمْر يناهز 65 عامًا، ودُفن فى تونس).
  - محمد ابو الفتح ولد عام ١٩١٦ - توفي شابا في سبتمبر عام ١٩٥٢
  - أحمد أبو الفتح  (وُلد عام 1917 -  توفى بالقاهرة في 21 مارس 2004، عن عمْر ناهز الـ87 عامًا).
  - حسين أبو الفتح (توفي عام 1995).

## عمله في السياسة
اتجهت عائلة أبو الفتح للعمل بالسياسة، بعد الشهرة الواسعة التى حصلت عليها من صاحبة الجلالة، حيث قرّر حسين أبوالفتح ترشيح نفسه عن دائرة شبرا، على مبادئ حزب الوفد، رُغم أن عبداللطيف المندرلى هو النائب الدائم للدائرة، فاشتكى المندرلى للنحاس باشا رئيس الوفد وقتها، وكان رأى النحاس أن الوفد حزب ديمقراطى ينجح مَن تريده الدائرة، ونجح "أبوالفتح".
أحيل نشاط محمود أبوالفتح وشقيقه إلى محكمة الثورة، بعدما أسقطت الجنسية عن محمود أبوالفتح، وصدر الحُكم غيابيّا على "محمود" الذى كان خارج مصر بالسجن 10 سنوات، وعلى شقيقه "حسين" بالسجن مع إيقاف التنفيذ وإغلاق جريدة "المصرى" ومصادرة مملتكاتها.
بعد قيام حركة الضباط في يوليو 1952 (ثورة يوليو) قامت بتعطيل جريدة المصري ومصادرة كل ممتلكات محمود أبو الفتح وأسرته، حتى فيللا والده في شارع أحمد حشمت بالزمالك، التي تحوّلت إلى مدرسة إعدادية، وكان ذلك بسبب موقف أبي الفتح وجريدته المؤيد للديمقراطية وعودة الجيش إلى ثكناته أثناء أزمة مارس 1954.
حوكم محمود أبو الفتح وحسين أبو الفتح أمام محكمة الثورة برئاسة قائد الجناح عبد اللطيف البغدادي وعضوية البكباشي وأنور السادات وقائد الأسراب حسن إبراهيم. كانت تهمة الأخوين أنهما «أتيا أفعالًا ضد سلامة الوطن ومن شأنها إفساد أداة الحكم». كانت تهمة محمود أبو الفتح أنه «في غضون سنة 1954 وما قبلها... قام بدعايات واتصالات في الخارج ضد نظام الحكم القائم بقصد تقويض النشاط القومي للبلاد وأغرى موظفًا عموميًا بطرق غير مشروعة على المساهمة في إتمام صفقة تجارية لمصلحته الذاتية».

## وصلات خارجية
- «السيرة الحائرة».. أسرة «أبو الفتح» بين التخوين والتكريم